# 錫達克里克鎮區 (印地安納州萊克縣)
錫達克里克鎮區（英語：Cedar Creek Township）是位於美國印地安納州萊克縣的一個行政鎮區。

## 地方資料
根據2010年美國人口普查的數據，錫達克里克鎮區的面積為156.90平方千米，當中陸地面積為155.04平方千米，而水域面積為1.50平方千米。當地共有人口12,097人，而人口密度為每平方千米77.1人。